# Ermischiella
Ermischiella is een geslacht van kevers uit de familie spartelkevers (Mordellidae).
Het geslacht is voor het eerst wetenschappelijk beschreven in 1950 door Franciscolo.

## Soorten
Het geslacht omvat de volgende soorten:
- Ermischiella castanea (Boheman, 1858)
- Ermischiella chichijimana Nomura, 1975
- Ermischiella fukiensis (Ermisch, 1952)
- Ermischiella hahajimana Nomura, 1975
- Ermischiella hasagawai (Nomura, 1951)
- Ermischiella nigriceps Nomura, 1975
- Ermischiella papuana Franciscolo, 1950